# Edon Zhegrova
Edon Lulzim Zhegrova (ur. 31 marca 1999 w Herford) – kosowski piłkarz, występujący na pozycji pomocnika we francuskim klubie Lille OSC, od 2018 roku reprezentant Kosowa w piłce nożnej. 

## Życiorys
Urodził się w 1999 roku w niemieckim mieście Herford, w wieku 2 lat przeniósł się z rodzicami do Prisztiny.
24 marca 2018 roku zadebiutował w kosowskiej reprezentacji, która tego dnia rozegrała na Stade Municipal Jean Rolland mecz z reprezentacją Madagaskaru; pierwszy raz Zhegrova strzelił gola dla swojej reprezentacji, a wynik spotkania wyniósł 1:0 dla Kosowa.